# Aberdare
Aberdare (velšsky Aberdâr) je město v ceremoniálním hrabství Mid Glamorgan ve Walesu ve Spojeném království. Od roku 1996 administrativně spadá pod Rhondda Cynon Taf. Leží třináct kilometrů severozápadně od vesnice Abercynon.
V roce 2001 zde žilo 31 705 obyvatel.